# Johnius novaeguineae
Johnius novaeguineae är en fiskart som först beskrevs av Nichols, 1950.  Johnius novaeguineae ingår i släktet Johnius och familjen havsgösfiskar. IUCN kategoriserar arten globalt som livskraftig. Inga underarter finns listade i Catalogue of Life.